# Alfabet etrusc
L'alfabet etrusc era un sistema alfabètic utilitzat al nord de la península Itàlica a finals del segle viii aC. Es tracta d'una evolució de l'antic alfabet fenici que s'usava al Mediterrani, i és molt semblant al copte i a l'alfabet grec. Cap al segle ii aC ja s'havia diferenciat de l'alfabet grec, però es podia (i es pot) llegir.
Al llarg dels segles, van desaparèixer lletres de la seva evolució del grec, com Ϝ i Ω. I es va alterar l'ordre, ja que fins ara, la tercera lletra dels alfabets més antics a aquest, era la lletra Γ amb un so [g] i la va suplantar la lletra 𐌂, que més endavant evolucionaria a la C llatina. Les inscripcions en etrusc conservades, normalment es llegeixen de dreta a esquerra. S'han trobat unes 12.000 inscripcions, la majoria molt breus, en pedra o sobre làmines metàl·liques en aquest alfabet, però una gran part, pel que se'n sap, representen noms propis.
Es considera que el conjunt dels antics alfabets itàlics són derivacions d'aquest alfabet. El més remarcable, tanmateix, de l'alfabet etrusc, és que és l'antecedent de l'alfabet llatí, el més usat actualment en nombre d'usuaris i de llengües diferents que l'utilitzen.

## Taula (Unicode)
| Lletra | Transcripció | Nom | Lletra | Transcripció | Nom | Lletra | Transcripció | Nom                           |
| ------ | ------------ | --- | ------ | ------------ | --- | ------ | ------------ | ----------------------------- |
| 𐌀      | a            | a   | 𐌁      | b            | be  | 𐌂      | c            | ke                            |
| 𐌃      | d            | de  | 𐌄      | e            | e   | 𐌅      | v            | ve                            |
| 𐌆      | z            | ze  | 𐌇      | h            | he  | 𐌈      | þ            | the                           |
| 𐌉      | i            | i   | 𐌊      | k            | ka  | 𐌋      | l            | el                            |
| 𐌌      | m            | em  | 𐌍      | n            | en  | 𐌎      | š            | esh                           |
| 𐌏      | o            | o   | 𐌐      | p            | pe  | 𐌑      | ś            | she                           |
| 𐌒      | q            | ku  | 𐌓      | r            | er  | 𐌔      | s            | es                            |
| 𐌕      | t            | te  | 𐌖      | u            | u   | 𐌗      | x            | eks                           |
| 𐌘      | ph           | phe | 𐌙      | ch           | khe | 𐌚      | f            | ef                            |
| 𐌛      | ř            | ers | 𐌜      | ç            | che | 𐌝      | í            | ii--------------------------- |
| 𐌞      | ú            | uu  | 𐌠      | I            | 1   | 𐌡      | V            | 5                             |
| 𐌢      | X            | 10  | 𐌣      | D            | 50  |        |              | -------------                 |

La taula següent mostra els caràcters anteriors en una imatge conjunta: